# Josh Randall
Josh Randall (Pacific Grove, 27 gennaio 1972) è un attore statunitense.

## Biografia
Nato nel 1972 a Pacific Grove, in California, nel 2000 è protagonista della serie televisiva Ed nel ruolo di Mike Burton.
Nel 2006 partecipa alla sitcom Courting Alex mentre dal 2021 è il capitano Sean Beckett nella serie Station 19.

## Vita privata
È stato sposato con l'attrice Claire Rankin dal 2000 al 2012.

## Filmografia

### Cinema
- Furiosa: A Mad Max Saga, regia di George Miller (2024)

### Televisione
- Ed - serie TV, 83 episodi (2000-2004)
- Cold Case - Delitti irrisolti (Cold Case) - serie TV, episodio 2x08 (2004)
- CSI: Miami - serie TV, episodio 3x10 (2004)
- Lost - serie TV, episodio 2x07 (2005)
- Un bianco natale a Beverly Hills (Snow Wonder), regia di Peter Werner - film TV (2005)
- Scrubs - Medici ai primi ferri (Scrubs) - serie TV, 4 episodi (2005-2006)
- Courting Alex - serie TV, 12 episodi (2006)
- Private Practice - serie TV, episodio 1x08 (2007)
- Avvocati a New York (Raising the Bar) - serie TV, 4 episodi (2009)
- The Mentalist - serie TV, episodio 3x13 (2011)
- Grey's Anatomy - serie TV, episodio 7x15 (2011)
- CSI: NY - serie TV, episodio 7x20 (2011)
- The Glades - serie TV, episodio 2x06 (2011)
- Greek - La confraternita (Greek) - serie TV, 6 episodi (2011)
- Grimm - serie TV, episodio 1x16 (2012)
- Law & Order - Unità vittime speciali (Law & Order: Special Victims Unit) - serie TV, episodio 13x18 (2012)
- Criminal Minds - serie TV, episodi 7x23-24 (2012)
- Castle - serie TV, episodio 5x02 (2012)
- CSI - Scena del crimine (CSI: Crime Scene Investigation) - serie TV, episodio 13x10 (2012)
- Major Crimes - serie TV, episodi 2x15-16 (2013)
- Scandal - serie TV, episodio 4x02 (2014)
- NCIS - Unità anticrimine (NCIS) - serie TV, episodio 12x06 (2014)
- Scorpion - serie TV, episodio 2x21 (2016)
- Quarry - Pagato per uccidere (Quarry) - serie TV, 7 episodi (2016)
- Ten Days in the Valley - serie TV, 7 episodi (2017)
- Ozark - serie TV, 3 episodi (2017-2022)
- Timeless - serie TV, episodio 2x03 (2018)
- Suits - serie TV, episodio 8x08 (2018)
- Blue Bloods - serie TV, episodio 9x08 (2018)
- FBI - serie TV, episodio 1x15 (2019)
- Station 19 - serie TV, 40 episodi (2021-2024)
- Cowboy Bebop - serie TV, episodio 1x08 (2021)
- Westworld - Dove tutto è concesso (Westworld) – serie TV, episodi 4x02-4x03 (2022)
- Untamed – serie TV, 5 episodi (2025)

## Doppiatori italiani
Nelle versioni in italiano delle opere in cui ha recitato, Josh Randall è stato doppiato da:
- Fabio Boccanera in Scrubs - Medici ai primi ferri, Criminal Minds
- Francesco Bulckaen in Courting Alex, Castle
- Massimo Bitossi in CSI - Scena del crimine, Law & Order - Unità vittime speciali
- Andrea Lavagnino in Quarry - Pagato per uccidere, Untamed
- Alberto Caneva in Angel
- Andrea Ward in Ed
- Vittorio Guerrieri in Cold Case - Delitti irrisolti
- Oreste Baldini in CSI: Miami
- Riccardo Niseem Onorato in Lost
- Roberto Certomà in Un bianco Natale a Beverly Hills
- Daniele Barcaroli in Private Practice
- Massimiliano Virgilii in The Mentalist
- Davide Marzi in Grey's Anatomy
- Francesco Prando in CSI: NY
- Carlo Scipioni in The Glades
- Alessandro Rigotti in Leverage - Consulenze illegali
- Emilio Mauro Barchiesi in Major Crimes
- Fabrizio Odetto in Scandal
- Stefano Alessandroni in NCIS - Unità anticrimine
- Giorgio Borghetti in Ozark
- Alessandro Quarta in Suits
- Simone D'Andrea in Blue Bloods
- Francesco Sechi in Dirty John
- Stefano Crescentini in Station 19
- Alberto Angrisano in Cowboy Bebop
- Alessio Cigliano in Westworld - Dove tutto è concesso